# Forrest (Automarke)
Forrest war eine britische Automarke.

## Unternehmensgeschichte
Das Unternehmen J. A. Wade & Co. Ltd. aus Liverpool begann 1907 mit der Produktion von Automobilen. Die Markennamen lauteten Forrest sowie Realm-Forrest in London. 1908 kamen Lieferwagen und kurz danach Taxis auf den Markt. Diese Modelle verkauften sich besser als die Personenkraftwagen. 1916 endete die Produktion.

## Fahrzeuge
1911 erschien der Forrest 8 HP. Er besaß einen V2-Motor mit 1,3 Liter Hubraum. Sein Radstand betrug 2134 mm. 1912 wurde ihm unter gleichem Namen eine Version mit 1,2-Liter-Motor und 2210 mm Radstand zur Seite gestellt. 1913 und 1914 gab es eine Version mit 1,3-Liter-Motor und 2235 mm Radstand. Spätere Modelle hatten einen Vierzylindermotor.
Außerdem wurden zwischen 1908 und 1914 Lastkraftwagen hergestellt.

## Pkw-Modelle
| Modell | Bauzeitraum | Zylinder | Hubraum  | Radstand | Quelle      |
| 8 HP   | 1911–1916   | 2 V      | 1328 cm³ | 2134 mm  | [ 3 ]       |
| 8 HP   | 1912        | 2 V      | 1219 cm³ | 2210 mm  | [ 3 ]       |
| 8 HP   | 1913–1914   | 2 V      | 1328 cm³ | 2235 mm  | [ 3 ]       |
| ?      |             | 4        |          |          | [ 1 ] [ 2 ] |